# Proasellus hermallensis
Proasellus hermallensis és una espècie de crustaci isòpode pertanyent a la família dels asèl·lids.

## Hàbitat
És una espècie estigobiont.

## Distribució geogràfica
Es troba a Europa: la Gran Bretanya, França, Bèlgica i els Països Baixos.